# South Park (Für Kinder nicht geeignet)
South Park (Für Kinder nicht geeignet) ist der sechste Paramount+-Film der Animationsserie South Park aus dem Jahr 2023.
Er behandelt die Themen Onlyfans, ein Webdienst zur kostenpflichtigen Bereitstellung von Webinhalten wie Fotos und Videos (Paid Content), sowie Influencer und deren Produkte, wie in diesem Film anhand von Logan Paul und seinem Produkt PRIME.

## Handlung
Der Film hat zwei Handlungsstränge, die zusammengeführt werden:
Der Energydrink CRED wird durch Social-Media-Influencer derart aggressiv beworben, dass es unter den Schülern der Grundschule von South Park zum begehrten Statussymbol avanciert ist. Der Viertklässler Clyde Donovan gibt vor, regelmäßig Cred zu konsumieren, um kein Außenseiter zu sein – tatsächlich verbieten ihm sein Vater Roger und seine Stiefmutter Janice jedoch den Genuss des Getränks, weil die Ergänzungsmittel und Zuckerersatzstoffe nicht gut für Kinder seien. Clyde reagiert wütend und betont ihren Status als Stiefmutter.
Seine Klassenkameraden Eric Cartman, Tweek Tweak und Butters Stotch laden Clyde in ihren exklusiven CRED-Club ein. Clyde bekommt Angst aufzufliegen und wendet sich an den Mitschüler Nathan, der unter der Hand CRED handelt, weit über den Preis im Supermarkt. Verzweifelt wie er ist, kauft er sich eine leere Flasche und füllt sie mit Apfelsaft. Der Betrug fliegt jedoch auf und die gesamte Gruppe wird von den anderen Kindern ausgegrenzt.
Um ihren sozialen Status wiederherzustellen, unternehmen die Freunde eine Reise nach Pueblo (Colorado), um eine limitierte Edition von CRED zu ergattern, allerdings artet das Treffen zahlreicher Kinder vor Ort in einen chaotischen Chaos aus und die Jungs gehen leer aus. Diese Erfahrung führt die Jungs die manipulative Macht der Influencer vor Augen. Sie beschließen, Clydes Lieblingsinfluencer Logan LeDouche, aufzuspüren.
Im zweiten Handlungsstrang geht es um Onlyfans: Eine Lehrerin der Grundschule ist auf Onlyfans aktiv, was die Schulleitung den Eltern erzählt. Als Randy von den lukrativen Gewinnen der Lehrerin hört, fängt auch er an mit Onlyfans. Seine Ehefrau Sharon ist strikt dagegen und fängt dann auch an und will erst aufhören, wenn er aufhört. Da sie weitaus erfolgreicher ist als er, sucht er einen Vermittler für Influencer-Marketing auf und macht Videos mit CRED. Sharon äußert besorgt ihre Befürchtung, dass die Klicks von minderjährigen Zuschauern stammen, doch Randy bleibt uneinsichtig.
Der Vermittler klärt Randy schließlich über die Funktionsweise von Influencer-Marketing auf: Sponsoren bieten gegeneinander, um Top-Influencer für die Bewerbung ihrer Produkte zu gewinnen. Randy nimmt an einer Auktion teil, bei der Einfluss an den Höchstbietenden versteigert wird. Dort wird er vom FBI festgenommen. Die Agenten konfrontieren ihn mit seinen Videos und zwingen ihn zur Kooperation.
Clyde und seine Freunde stellen Logan zur Rede. Dieser gibt an, lediglich für eine mächtigere Kraft zu arbeiten, die Menschen beeinflusst. Bevor er seinen Sponsor enthüllen kann, wird er von einem Scharfschützen ermordet. Das FBI erschießt den Attentäter auf einem Dach, der sich als der Versteigerer und Vermittler entpuppt.
Zurück zu Hause beobachten die Kinder, wie Randy seinen gesamten CRED-Vorrat entsorgt. Er erklärt ihnen die Gefahren der Social-Media-Industrie, die gezielt Kinder als Zielgruppe anvisiere. Sie müssten verstehen, dass sie ständig manipuliert werden und dass sie darauf achten müssen, wer sie am stärksten beeinflussen will.
Clyde kehrt nach Hause zurück und konfrontiert Janice damit, die unsichtbare Einflussnehmerin in seinem Leben zu sein. Sie gesteht ein, CRED genutzt zu haben, obwohl sie gegen den Konsum durch Kinder ist. Cred habe jedoch dazu beigetragen, Clydes Aufmerksamkeit zu erregen, um so die Kommunikation und Bindung zu stärken. Als Clyde fragt, ob er sie „Mama“ nennen darf, stimmt sie zu und er sagt: „Fick dich, Mom!“ und stürmt davon. Trotz seines rüden Verhaltens ist Janices Herz erwärmt, weil er sie als Mutter angesprochen hat.
Am nächsten Tag präsentiert die CRED-Club den Mitschülern stolz exklusive CRED-Geschmäcker, den sie von Randy, der alle seine CRED in den Müll geschmissen hat, gerettet haben. Cartman gibt Clyde eine Flasche, er trinkt sie und sagt: „Es schmeckt echt hammer!“. Die restlichen Schüler jubeln.

## Kritik
„There’s a great deal of animated full-frontal nudity, but the gags can’t quite keep up over 46 minutes that are very Cartman-centric as he obsesses over the Prime-like energy drink Cred and its Logan Paul-like spruiker.“ – Craig Mathieson in der australischen Tageszeitung The Age

## Reaktion
Logan Paul reagierte mit einem Video auf seinem Twitterkonto mit dem Titel „Thanks for the CRED @SouthPark“, in dem er wiederum die South-Park-Parodie über ihn und sein Produkt parodiert – diesmal mit seinem Produkt in der Hand.